# Roelof
Roelof is een jongensnaam die de Nederlandse cognaat is van de van origine Duitse naam Rudolf. Deze twee namen delen één Germaanse oorsprong; het betreft een tweestammige naam uit Hrôdh- (wat roem betekent) en wolf . De naam betekent dus ongeveer `roemrijke wolf'. In Duitsland kreeg de naam vooral populariteit door Rudolf van Habsburg.
Hoewel de naam vanouds in het gehele taalgebied voorkomt, werd en bleef hij vooral in Saksische streken populair.